# Bassus epinotiae
Bassus epinotiae är en stekelart som beskrevs av Simbolotti och Van Achterberg 1992. Bassus epinotiae ingår i släktet Bassus och familjen bracksteklar. Inga underarter finns listade.